# Посольство Великобритании в Молдове
Посольство Великобритании в Молдавии (рум. Ambasada Marii Britanii în Republica Moldova) — дипломатическое представительство Великобритании в Молдове, расположенное в Кишинёве, на улице Николая Йорги

## История
Великобритания признала Молдавию 31 декабря 1991 года. Посольство Великобритании открылось в Кишинёве в 2002 году (до апреля 2002 года должность посла в Молдове занимал посол в Румынии, проживающий в Бухаресте). В 2004 году посольство переехало в специально построенное здание на улице Николая Йорги, 18.